# Floatin' Groove
「Floatin' Groove」（フローティン・グルーヴ）は、2015年3月18日に発売されたKeishi Tanakaの3枚目のシングルである。

## 概要
- 受注生産限定盤シングルとして発売された[1]。
- ジャケットのデザインはアートディレクターの関山雄太が手掛けた[1]。
- riddim saunterのメンバーとして田中と共に活動していた古川太一（現・KONCOS）がドラマーとして参加しているほか、吉澤成友（YOUR SONG IS GOOD）、NARI（WUJA BIN BIN）、Seasir（浅草ジンタ）などもレコーディングに参加している[2]。

## ヘビーローテーション
- FM802 2015年3月度 ヘビーローテーション[3]

## ミュージックビデオ
「Floatin' Groove」のミュージックビデオは2015年3月4日にYouTubeで公開された。監督はTHREE IS A MAGIC NUMBERの北山大介、振付は長谷川寧が担当した。

## 収録曲
全作詞・作曲: Keishi Tanaka
1. Floatin' Groove (3:58)
2. Floatin' Groove (Manceau Remix) (3:49)
  - リミックス：Manceau
3. Crybaby's Girl (Nite Own Remix) (4:41)
  - リミックス：Keishi Tanaka

## リリース一覧
| 発売日        | 形態     | 品番    | レーベル     | 脚注  |
| ------------- | -------- | ------- | ------------ | ----- |
| 2015年3月18日 | CD       | NIW-105 | Niw! Records | [ 5 ] |
| 2015年3月18日 | 音楽配信 |         | Niw! Records | [ 6 ] |